# 화순공공도서관
화순공공도서관은 전라남도 화순군 소재의 공공 도서관이다.

## 연혁
- 1972. 09. 01 도서관 설립 추진위원회 구성
- 1973. 04. 15 화순군새생활도서관 개관(화순군 화순읍 교리 99-2)
- 1989. 06. 01 화순군공공도서관으로 명칭 변경
- 1989. 06. 03 청사신축, 준공이전(화순읍 교리 220 - 현재)
- 1991. 03. 26 화순공공도서관으로 명칭변경
- 1999. 12. 01 문화관광부선정 전국우수문화기반시설
- 1999. 12. 02 본관 증축 (1층)
- 2001. 05. 30 전라남도교육청지정 평생학습관(현재)
- 2001. 09. 15 본관증축 (2층, 3층)
- 2002. 03. 07 이동도서관 운영
- 2003. 06. 01 디지털자료실 개실
- 2004. 08. 01 어린이자료실 개실
- 2010. 06. 15 본관 증축 및 리모델링
- 2010. 09. 01 도서관 주차장 조성(2,126m2)
- 2013. 09. 22 도서관 외벽 리모델링
- 2013. 10. 23 2013 전국도서관 운영평가 공공도서관부문 국무총리상 수상

## 이용 안내
이용 시간
- 열람실: 3월~10월 07:30~22:00 / 11월~2월 08:30~21:00
- 종합자료실: 평일 09:00~19:00 / 토요일 09:00~18:00 / 일요일 09:00~17:00
- 디지털자료실·어린이자료실: 평일 09:00~18:00 / 토.일 09:00~17:00

휴관일
- 매주 월요일(단, 첫째주, 셋째주 월요일은 3층 열람실1만 개방)
- 법정공휴일 및 국경일
- 특별한 사유로 관장이 지정한 날